# Réinitialisation d'usine
 (septembre 2024).
Une réinitialisation d'usine (fréquemment appelée par les techniciens et geeks par son nom anglais : Factory Reset), également connue sous le nom de réinitialisation matérielle (hard reset) ou de réinitialisation générale, est une restauration logicielle d'un appareil électronique à son état système d'origine en effaçant toutes les données, paramètres et applications qui étaient auparavant stockés sur l'appareil. Cela est souvent fait pour résoudre un problème avec un appareil, mais cela peut également être fait pour restaurer l'appareil à ses paramètres d'origine.
Étant donné qu’une réinitialisation d’usine implique la suppression de toutes les informations stockées dans l’appareil, il s’agit essentiellement du même concept que le reformatage d’un disque dur. Les applications préinstallées et les données sur une carte de stockage (comme une carte microSD ) ne seront pas effacées.7
Les réinitialisations d'usine peuvent résoudre de nombreux problèmes de performances chroniques (par exemple, le blocage), mais elles ne suppriment pas le système d'exploitation de l'appareil. Les réinitialisations d'usine peuvent également être utilisées pour préparer un appareil à la vente, à la remise à neuf, à l'élimination, au recyclage, au don ou à d'autres transferts de propriété en supprimant les données personnelles et les paramètres associés au propriétaire précédent.

## Exemples
Les réinitialisations d'usine peuvent être réalisées de différentes manières en fonction de l'appareil électronique. Pour certains appareils, cela peut être fait en accédant au menu de service de l'appareil. D'autres appareils peuvent nécessiter une réinstallation complète du logiciel. La section suivante répertorie quelques appareils électroniques courants et comment ils peuvent être réinitialisés aux paramètres d'usine.
Les réinitialisations d'usine d'un ordinateur remettront l'ordinateur dans l'état du système d'exploitation d'origine et supprimeront toutes les données utilisateur stockées sur l'ordinateur. Les systèmes d'exploitation Windows 8, Windows 10 et Windows 11 de Microsoft, ainsi que macOS d'Apple, proposent des options pour cela.
Sur les appareils Android, il existe une option de réinitialisation des données d'usine  dans les paramètres. Elle permet d'effacer toutes les données de l'appareil et réinitialiser tous ses paramètres. Cette méthode est généralement utilisée lorsque l'appareil présente un problème technique qui ne peut pas être résolu par d'autres méthodes, ou lorsque le propriétaire souhaite supprimer toutes ses données personnelles avant de vendre, de donner, de retourner ou de jeter l'appareil. La protection contre la réinitialisation d'usine (FRP) est une fonctionnalité de sécurité implémentée dans les appareils Android à partir d'Android 5.1 Lollipop et versions ultérieures. Son objectif est d’empêcher l’accès non autorisé à un appareil perdu, volé ou réinitialisé aux paramètres d’usine. Si l'utilisateur ne se souvient pas des informations du compte Google, des méthodes alternatives telles que le contournement FRP sont utilisées pour déverrouiller l'appareil Android. Après avoir réalisé une étude, Avast! il a été rapporté que les données sont récupérables à l'aide d'un logiciel d'analyse légale assez générique et accessible au public. Sur les smartphones Samsung, une opération de réinitialisation d'usine n'affecte pas le drapeau Knox. En tant que tel, il ne réinitialise pas l'appareil à ses paramètres d'usine d'origine et ne constitue pas un moyen de ramener l'appareil à un état compatible avec la garantie du fabricant. Les données de la carte SIM et de la carte microSD ne sont pas effacées.
De nombreux autres appareils peuvent être restaurés aux paramètres d'usine, comme les téléviseurs, les unités GPS ou les tablettes électroniques (fonctionnant sous d'autres systèmes qu'Android).
De nombreux appareils électroniques disposent en outre d'un menu avec des outils et des paramètres appelé menu de service, qui comprend généralement un outil qui effectue une réinitialisation d'usine. Cet outil est particulièrement courant dans les appareils dotés d’écrans, tels que les téléviseurs et les écrans d’ordinateur. Ces menus sont généralement accessibles via une séquence de pressions sur des boutons.
Les cartouches de jeu, en particulier celles conçues pour les consoles portables Nintendo qui conservent les données de sauvegarde, peuvent comporter une option de réinitialisation d'usine qui peut supprimer instantanément toutes ces données de la cartouche, initiée soit en sélectionnant un paramètre particulier dans un menu d'options  soit en saisissant une combinaison de boutons particulière lors du démarrage,.